# Vincent Buffet
Vincent Buffet (Rouen, 21 novembre 1991) è un giocatore di football americano francese, che gioca come defensive end per i Paris Musketeers.
Dopo aver giocato fino al 2019 per i Léopards de Rouen si trasferisce ai finlandesi Seinäjoki Crocodiles. Nel 2021 passa quindi in ELF con i Leipzig Kings e l'anno successivo passa ai Frankfurt Galaxy; rescinde consensualmente il contratto coi Galaxy dopo sole 2 giornate e torna ai Kings, i quali però chiudono dopo la nona giornata. Dalla giornata successiva gioca con i Tirol Raiders e nel 2023 firma con i Paris Musketeers.